# Eulaema sororia
Eulaema sororia är en biart som beskrevs av Dressler och Ospina-torres 1997. Eulaema sororia ingår i släktet Eulaema, tribus orkidébin, och familjen långtungebin. Inga underarter finns listade.